# Derek McInnes
Derek John McInnes (Paisley, 5 juli 1971) is een voormalig voetballer uit Schotland, die na zijn actieve loopbaan definitief het trainersvak instapte. Hij speelde als middenvelder en kwam in 2002 tweemaal als invaller uit voor Schotland. Van 2013 tot 2021 was hij trainer-coach van Aberdeen. Sinds januari 2022 is McInnes in dienst van Kilmarnock FC.